# 보릿고개
보릿고개(문화어: 보리고개)는 한국에서 지난 해 가을에 수확한 양식이 바닥나고, 올해 농사 지은 보리는 미처 여물지 않은 5 ~ 6월, 식량 사정이 매우 어려운 시기를 의미한다. 춘궁기(春窮期)·맥령기(麥嶺期)라고도 한다.
일제강점기의 식량 수탈과 6.25 전쟁으로 인해 당시 사람들은 극심한 굶주림 속에 살아야 했다. 대부분의 농민들은 추수 때 걷은 농작물 가운데 소작료·빚·이자·세금 등 여러 종류의 비용을 뗀 다음, 남은 식량을 가지고 초여름 보리수확 때까지 견뎌야 했다. 이때는 대개 풀뿌리나 나무껍질로 끼니를 때우거나, 걸식과 빚으로 연명했으며, 유랑민이 되어 떠돌아다니기도 했다.
예로부터 한국은 하늘을 의지해 농사를 지었기 때문에, 가뭄·홍수·해충에 의한 피해 등으로 굶주림이 심했고, 특히 봄에서 초여름에 이르는 기간 동안에는 남은 식량으로 보릿고개를 넘기기가 어려웠다. 근래에 와서는 경제성장과 함께 농민들의 소득도 늘어나고, 생활환경도 나아짐에 따라서 보릿고개라는 말이 실감나지 않으나, 일제강점기 때와 8·15해방 뒤부터 1960년대까지만 해도 연례행사처럼 찾아오는 보릿고개 때문에 농민들은 큰 어려움을 겪었다.

## 같이 보기
- 구황음식